# Costanza Piccolomini d’Aragona

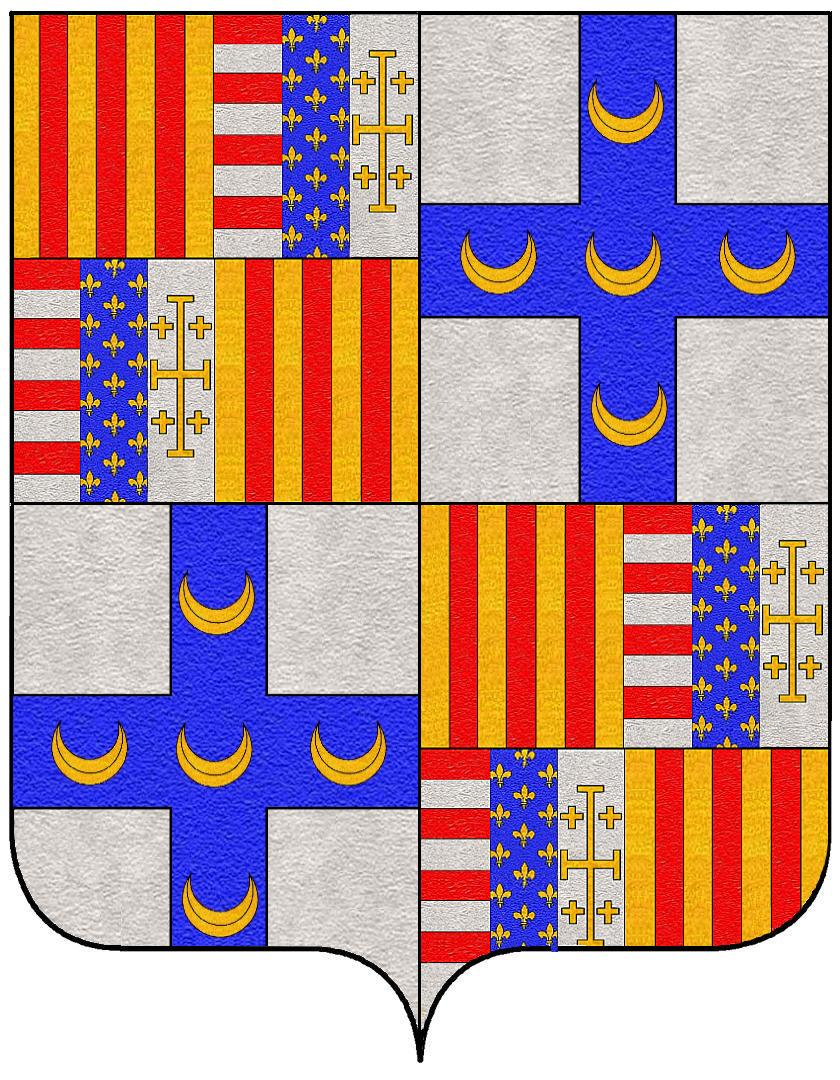
Wappen der Piccolomini d’Aragona

Costanza Piccolomini d’Aragona (* 1553 in Neapel; † 1610 ebenda) war eine neapolitanische Adlige.

## Leben und Wirken
Piccolomini d’Aragona wurde 1553 in Neapel als Tochter von Innico, dem vierten Herzog von Amalfi, und Silvia Piccolomini geboren. Die Mutter stammte von den Piccolomini aus Siena ab.
Sie war die einzige Tochter und damit die einzige Erbin dieser angesehenen Familie, Besitzerin eines riesigen Feudallehens im Königreich Neapel, das sich zwischen den Provinzen des Fürstentums Citra (Amalfi, Ravello, Scala, Minori, Maiori, Tramonti, Conca, Furore) und den Abruzzen Ultra (Celano, Capestrano, Piscina, Venere, Cucullo, Soja, Biscagni, S. Sebastiano, Ornecchi, Sperone und Collelungo) erstreckte. Mütterlicherseits erhielt sie mehrere ländliche Anwesen zwischen Siena und Rom, welche die Piccolomini-Familien und Savelli besaßen. 1566, nach dem Tod ihres Vaters, musste sie ihr Erbe auf die Baronie Scafati auf juristischem Wege erstreiten. Dies war der erste von vielen Fällen, in denen sie sich gezwungen sah, ihre Ansprüche auf das Erbe ihrer Mutter auf juristischem Wege durchzufechten. In diesem Fall wurden ihre Erbansprüche von Philipp II. bestätigt.
Wie bereits andere Frauen aus dem Geschlecht der Piccolomini vorher, ging sie eine endogamische aristokratische Hochzeit ein und 
heiratete ihren Cousin und Marchese von Illiceto, Alessandro Piccolomini von Aragon. Durch die 1571 mit besonderer päpstlicher Dispensation erfolgte Heirat mit ihrem Cousin wurde sichergestellt, dass der feudale Titel nicht verloren geht. Als Mitgift brachte sie eine Kapital von 40.000 Dukaten mit, das nach dem alten neapolitanischen Brauch dem Bräutigam zugewiesen wurde, während sie die volle Verfügbarkeit über ihr feudales Eigentum mit dem Recht behielt, es an eheliche Kinder oder, falls sie fehlen, an die väterliche Linie weiterzugeben.
Die Ehe verlief wegen zahlreicher Untreuefälle ihres Gatten und vor allem weil es keine Kinder gab nicht glücklich. Auf eigenen Wunsch an die Römischen Rota genehmigte Kardinal Giacomo Savelli im Namen von Papst Sixtus V. am 2. Mai 1585 die Auflösung der Ehe und ermächtige Costanza ihre Mitgift und einige Lehensrechte zurückzuerhalten. Costanza zog sich dann in das Kloster Santa Maria della Sapienza in Neapel zurück, von wo aus sie sich aktiv um die Verwaltung ihres bedeutenden Erbes kümmerte. Um eine Zerstreuung zu verhindern übergab sie 1582 die Grafschaft Celano und andere Lehensgüter der Abruzzen an ihren Onkel Giovanni Piccolomini. Er starb jedoch kurz darauf und sie genehmigte den Verkauf der Grafschaft Celano an die Schwester des Papstes Camilla Peretti, konnte jedoch das Ende der Herrschaft der Familie in Marsica nicht aufhalten, da es an anderen direkten Erben fehlte. Der Titel und das Herzogtum Amalfi blieben, wenn auch nur für kurze Zeit, im Besitz der Piccolomini von Aragon. Nur um diese Lehen zu schützen, versuchte Costanza eine Versöhnung mit ihrem Mann und kehrte nach Amalfi zurück, bis sie 1595 das letzte Urteil über die Aufhebung des Eheverhältnisses erhielt. Alessandro erhielt den Titel des Herzogs von Amalfi und eine jährliche Rente von 2400 Dukaten.

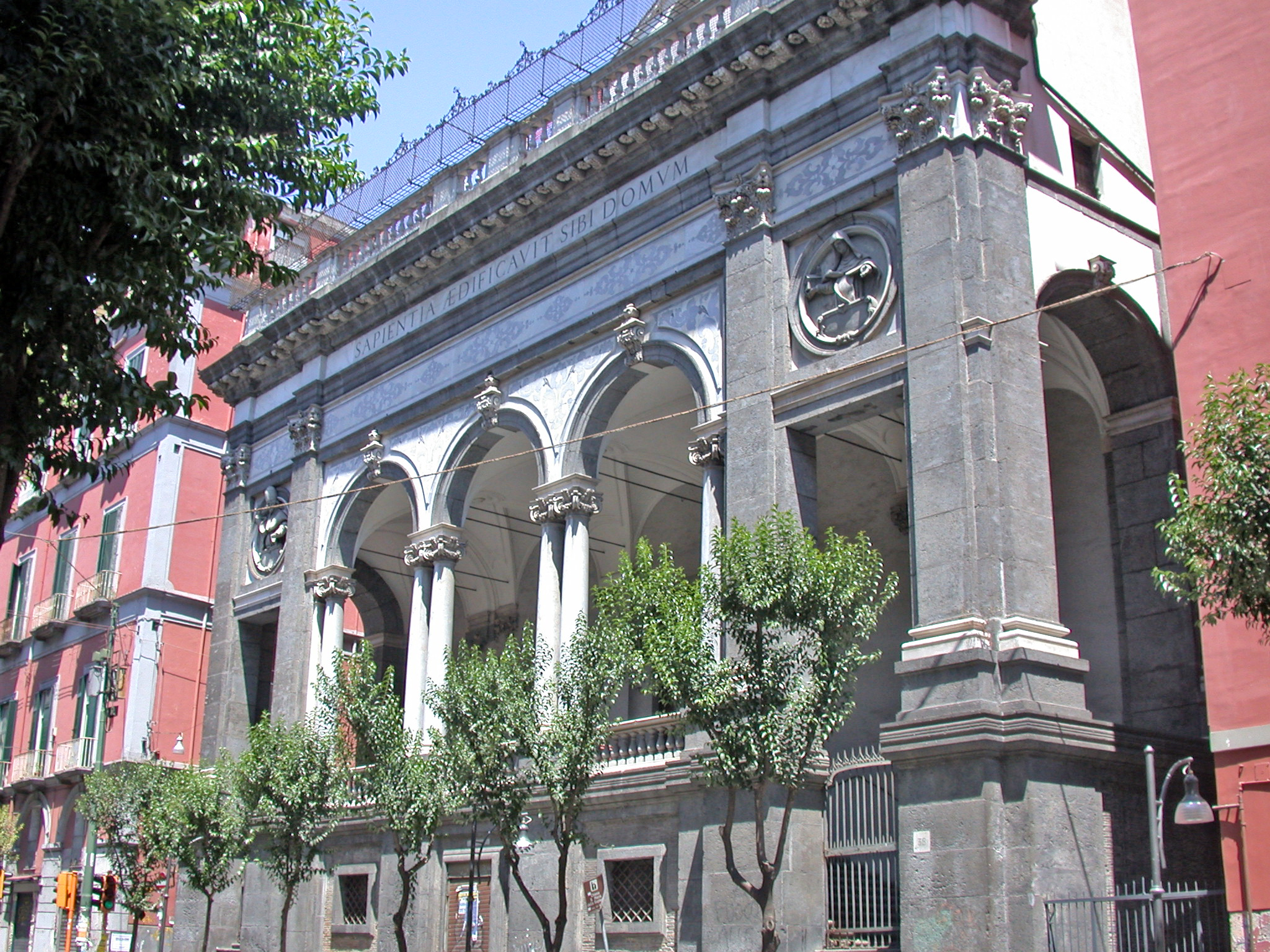
Santa Maria alla Sapienza, in deren Kloster Costanza Piccolomini d’Aragona eintrat

Am 25. Mai des folgenden Jahres legte Costanza ihre feierlichen Gelübde im neapolitanischen Kloster La Sapienza ab. Hier führte sie, geschützt durch ein Netz weiblicher Solidarität, ein Leben im Komfort und mit zahlreichen Privilegien. Als Ausnahme von den Gesetzen über die Abgeschiedenheit und das Gelübde der monastischen Armut brachte sie zahlreiche persönliche Gegenstände mit ins Kloster, darunter Bücher, Silbermöbel, Schmuck und einige Stücke aus der Krippensammlung aus dem Schloss von Celano, die sie und ihre Mutter in den Vorjahren gesammelt hatten. Sie übertrug dem Kloster auch die Papiere über die Verwaltung der Lehen und das Familienarchiv, das seitdem neben anderen Dokumenten im Kloster aufbewahrt wird. Der Rest des Erbes ihrer Mutter und vor allem die Bücher, die zum Teil aus der Bibliothek der beiden Piccolomini-Päpste Pius II. und Pius III. stammen, blieben ihrer Mutter Silvia zur Verfügung und wurden von ihr zwischen dem Piccolomini-Palast und dem Kloster San Silvestro in Rom und den feudalen Residenzen des neapolitanischen Zweigs der Familie untergebracht.
Nach dem Ablegen der Gelübde ordnete Costanza, auch um einige Legate der Mutter zu erfüllen, an, dass das Geld aus dem Verkauf der Grafschaft Celano für kirchliche Einrichtungen zwischen Neapel, Rom und Siena verwendet werden sollte. Costanza hinterließ den neapolitanischen Nonnen von S. Maria della Sapienza eine riesige Summe, um sie für den Bau und die Renovierung des Klosters einzusetzen. Besonders großzügig bedachte sie den Theatinerorden. Sie übergab ihnen den römischen Piccolomini-Palast des Pius III. mit seinen wertvollen Inneneinrichtungen und beauftragte sie mit dem Bau der Kirche Sant’Andrea della Valle, angrenzend an den Palast. Auch ihre neapolitanischen Pendants, San Paolo Maggiore und den Santi Apostoli, erhielten ein großzügiges Vermächtnis und Geldeinkünfte. So sorgte sie dafür, dass eine Vielzahl von Ordensleuten mindestens eine Messe pro Tag für sie und ihre Vorfahren feierte und vor allem, dass der Name der Piccolomini d’Aragona, deren feudales Erbe sich vor ihren Augen aufgrund des Fehlens direkter Nachkommen auflöste, im Gedenken erhalten blieb.
Ihr Ex-Mann Alessandro Piccolomini von Aragon verschwendete seinen Reichtum und Einkommen. Er starb 1617 unter fast ärmlichen Bedingungen und wurde in der Familienkapelle in der Kirche von Monteoliveto begraben. Das Herzogtum wurde stark verarmt, vom spanischen König Philipp III. von Spanien, dem Prinzen Ottavio Piccolomini aus der Linie der Herren von Sticciano, geschenkt.
Costanza Piccolomini d’Aragona starb 1610 in Neapel im Kloster La Sapienza.